# Schlatt ZH
| ZH ist das Kürzel für den Kanton Zürich in der Schweiz. Es wird verwendet, um Verwechslungen mit anderen Einträgen des Namens Schlatt zu vermeiden. |

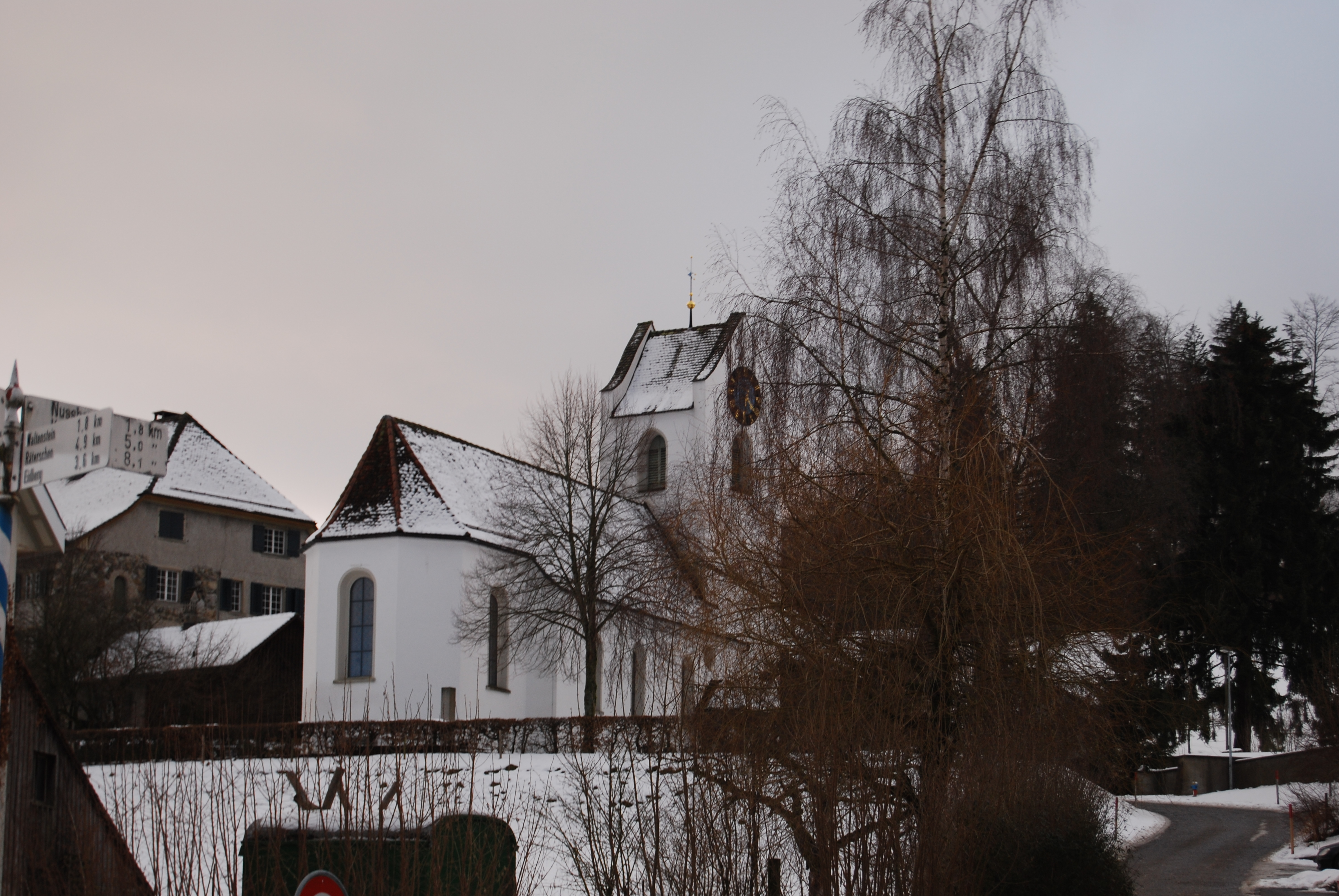
Kirche von Schlatt

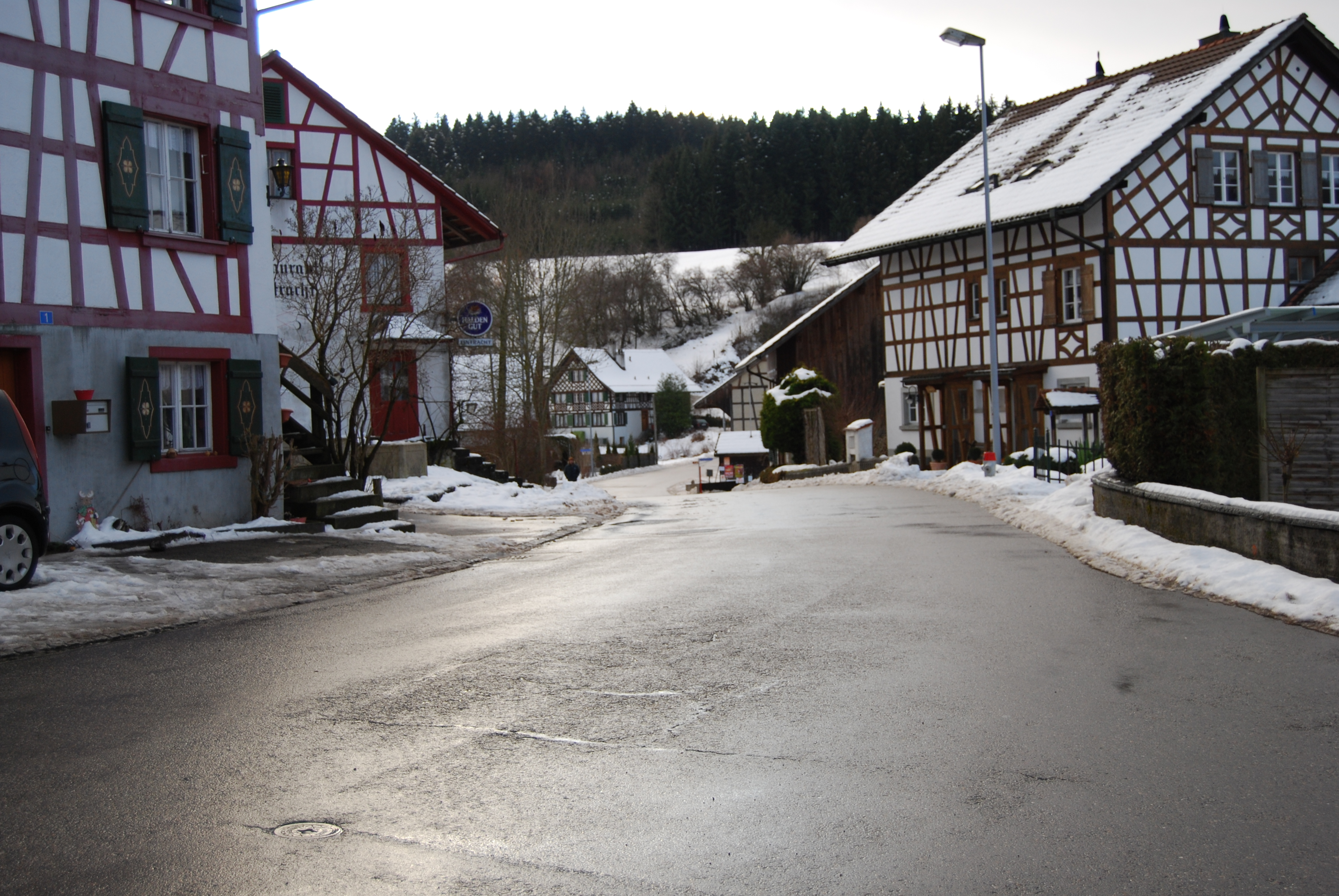
Dorfkern von Oberschlatt mit traditionellen Fachwerkhäusern

Schlatt (bis 1999 Schlatt bei Winterthur genannt) ist eine politische Gemeinde im Bezirk Winterthur des Kantons Zürich in der Schweiz.
Sie besteht aus den Ortschaften Unterschlatt, Oberschlatt, Waltenstein (Mundartname: Waltschte) und Nussberg.

## Geographie

Historisches Luftbild von Walter Mittelholzer (1923)

Schlatt liegt im Osten des Kantons Zürich, zwischen Winterthur und Turbenthal. Schlatt gehört zum Zürcher Oberland und liegt als Bestandteil des Tössberglandes auf der Hörnlikette. Die Gemeinde Schlatt grenzt im Norden an Elsau, im Osten an Elgg, im Südosten an Turbenthal, im Südwesten an Zell und im Westen an die Bezirkshauptstadt Winterthur (Aussenwacht Eidberg, bis 1922 Gemeinde Seen).
Von der Gemeindefläche dienen 46,1 % der Landwirtschaft, 46,0 % sind Waldgebiet, 3,5 % sind Siedlungs- und 3,0 % Verkehrsfläche, 0,7 % sind Gewässer und ebenfalls 0,7 % unproduktive Fläche (Stand 2018). Der tiefste Punkt auf dem Gemeindegebiet liegt auf 530 m ü. M. (Heitertal), der höchste auf 870 m ü. M. (Funkenbüel).
Oberschlatt liegt am Bäntalbach, Waltenstein am Bolsternbach. Beide Bäche fliessen bei Kollbrunn in die Töss.

## Bevölkerung
| Jahr | Einwohner |
| ---- | --------- |
| 1634 | 317       |
| 1792 | 722       |
| 1850 | 700       |
| 1900 | 521       |
| 1960 | 475       |
| 2000 | 611       |
| 2005 | 649       |
| 2010 | 734       |
| 2015 | 735       |
| 2020 | 778       |
| 2022 | 759       |

2022 waren 50,20 % der Bevölkerung reformierter Konfession, 11,1 % katholisch, und 38,7 hatten eine andere oder keine Konfessionszugehörigkeit.
Schlatt verfügt über eine eigene Primarschule, in der zurzeit etwa 95 Schüler unterrichtet werden. Die Oberstufe besuchen die Schüler in Elsau (Volksschule) bzw. in Winterthur (Gymnasium).

## Politik
Gemeindepräsident ist Urs Schäfer (parteilos, Stand 2023).
Bei den Nationalratswahlen 2023 betrugen die Wähleranteile in Schlatt: SVP 44,68 % (+1,96), glp 11,89 % (+4,39), SP 11,56 % (−0,64), FDP 7,09 % (+1,83), Grüne 7,03 % (−8,90), EDU 3,34 (+0,07), EVP 3,05 % (−2,79), Mitte 3,01 % (−0,57).

## Geschichte
Das hüglige und stark bewaldete Gemeindegebiet wurde wohl erst im 8. Jh. besiedelt. Alemannischen Ursprungs sind die Dörfer Schlatt und Nussberg. Ihre erste schriftliche Erwähnung wird geliefert von Schenkungsurkunden an das Kloster St. Gallen, die ältere erwähnt 744 oder 746 den Ort Nuzperech (Nussberg), die andere nennt 754 Sclatte (Unterschlatt). Der Siedlungsname Schlatt geht zurück auf ein altes Wort für «Abhang, Bodensenkung; Mulde, Tal». Die Bezeichnung als Nidern-Schlatta ist 1306 bezeugt (Niderschlatt 1504), die Nennung der höher gelegenen Siedlung als Ober-Schlatt ist allerdings erst für 1642 belegt. Der Name Waltensteyn ist erstmals 1539 erwähnt.
Diesen klösterlichen Besitz verwalteten die Herren von Schlatt (1094 wird Freiherr Hesso von Slâte genannt), im 12. bis 14. Jh. Ministerialen der Kyburger und Habsburger. Die Kirche wird 1241 als Eigentum des Ritters Konrad von Schlatt erwähnt. Sie steht auf einer Terrasse neben der Burg Schlatt, etwas abseits des Dorfes Unterschlatt, auf einem Sporn des Tüebbergs. Ein erster Bau wird aufgrund von Mauern unter der Kirche für das Hochmittelalter nachgewiesen. Bei einem Umbau im 14./15. Jh. wurde der Chor mit einer gemauerten Chorschranke (Lettner) abgetrennt, wie man sie von Kloster-, Bischofs- und Stiftskirchen kannte. In der Reformationszeit um 1525 erfuhr die Kirche einen Umbau im spätgotischen Stil, 1655 erhielt sie eine neue, hölzerne Kanzel und einen neuen Taufstein.
Waltenstein ging ursprünglich auf einen einzigen grossen Gutshof zurück. 1277 verlieh das Kloster St. Gallen die Vogtei Waltistal an die Freiherren von Teufen, 1279 kam sie in österreichische Hände. Die Herren von Schlatt bewohnten die Turmburg bis 1361. In der Folge wechselte diese mehrmals den Besitzer, bis sie 1568 zum Pfarrhaus umgebaut wurde.
Oberschlatt gehörte zur Herrschaft Elgg, die 1452 mit der Grafschaft Kyburg an Zürich kam. Wie Oberschlatt gelangte Waltenstein 1452 in zürcherischen Besitz. Die niedergerichtlichen Rechte in Oberschlatt gehörten allerdings zum «Stählernen Bund» (Stäheliner Bund) und wurden mit diesem erst 1494 von Zürich erworben. Von 1475 an ernannte Zürich den Pfarrer. Das Kollaturrecht ging 1485 an Zürich und dann 1529 an Winterthur. Die Kirche wurde um 1500 neu erbaut. Für den zürcherischen Landvogt amteten vor allem Angehörige der seit 1543 in Oberschlatt ansässigen Familie Furrer als Weibel oder Vogt. Die Mühle Heitertal bei Eidberg ist 1361 erwähnt und bleibt bis heute in Betrieb (Stand 2018).
Zur Zeit der textilen Heimindustrie Ende 18. Jh. erreichte die Einwohnerzahl einen Höchststand (722 Einwohner im Jahr 1792, verglichen mit 317 im Jahr 1634). Die politische Gemeinde entstand 1798, zunächst im Distrikt Elgg und ab 1803 im Bezirk Winterthur.
Eine Industrialisierung fand in der Gemeinde nicht statt, abgesehen von einer kleinen Baumwollspinnerei, die ab 1825 bei der Mühle Unterschlatt betrieben wurde. Die Strasse zum Bahnhof Räterschen wurde 1847–1853 gebaut. Eine Abwanderung setzte in der zweiten Hälfte des 19. Jh. ein, die Bevölkerung sank von 700 im Jahr 1850 bis auf 475 im Jahr 1960. Ab den 1960er Jahren setzte durch den Bau von Einfamilienhäusern wieder ein allmählicher Anstieg der Bevölkerung ein, auf 611 Personen im Jahr 2000, und auf 734 im Jahr 2010.
Die vier Zivilgemeinden bewahrten innerhalb der politischen Gemeinde bis 1928 eine gewisse Selbständigkeit. Das Gemeindewappen, In Silber ein blauer Doppeladler mit roten Fängen, wurde auf Beschluss des Gemeinderats vom 5. Juni 1928 eingeführt. Es geht zurück auf das Wappen der Herren von Schlatt, bezeugt (ohne Tingierung) im Siegel des Ritters Konrad von Schlatt in der Urkunde aus dem Jahr 1279 und in den Tinkturen Silber und Blau erstmals in der Zürcher Wappenrolle von 1340.

## Sonstiges
- In der Gemeinde ist verschiedenstes Gewerbe, wie z. B. Coiffeure, Autogarage, Schmied, Getränkelieferant, Architekt, Treuhandbüros und Fahrschulen, ansässig.
- Die Postautolinie 680 verbindet Schlatt und Oberschlatt mit Winterthur und Elgg.

## Persönlichkeiten
- Oscar Egg (1890–1961), Radrennfahrer
- Barbara Ganz (* 1964), Radrennfahrerin
- Peter Steiger (* 1960), Radrennfahrer